# Скотт, Элизабет (математик)
Элизабет Леонард Скотт (23 ноября 1917 года — 20 декабря 1988 года) — американский математик, специализировалась на статистике.
Скотт родилась в Форт Силл, штат Оклахома. Её семья переехала в Беркли, штат Калифорния, когда ей было 4 года. Училась в Калифорнийском университете в Беркли, где изучала математику и астрономию. Вариантов дальнейшего изучения астрономии было немного, поскольку в то время эта область была в основном закрыта для женщин, поэтому она закончила аспирантуру по математике. Получила докторскую степень в 1949 году и постоянную должность на кафедре математики в Беркли в 1951 году.
Она написала более 30 статей по астрономии и 30 по анализу исследований изменения погоды, расширив использование статистического анализа в этих областях. Она также использовала статистику для продвижения равных возможностей и равной оплаты труда женщин-преподавателей.
В 1957 году Скотт отметила смещение в наблюдении скоплений галактик. Она заметила, что очень далёкое скопление, чтобы быть видимым для наблюдателя, должно содержать галактики более яркие, чем обычно, и также должно содержать большее количество галактик. Этот эффект ныне известен как «эффект Скотт». Она же предложила формулу коррекции этого эффекта.
Скотт была научным сотрудником Института математической статистики. Комитет президентов статистических обществ присуждает премию в её честь, премию Элизабет Л. Скотт, за «расширение возможностей в области статистики для женщин».